# سیارک ۱۶۹۸۲
سیارک ۱۶۹۸۲ (به انگلیسی: 16982 Tsinghua، نامگذاری:1999AS9)۱۶۹۸۲مین سیارک کشف شده‌است که در ۱۰ ژانویه ۱۹۹۹ کشف شد.